# Singles número um na Adult Pop Songs em 2013

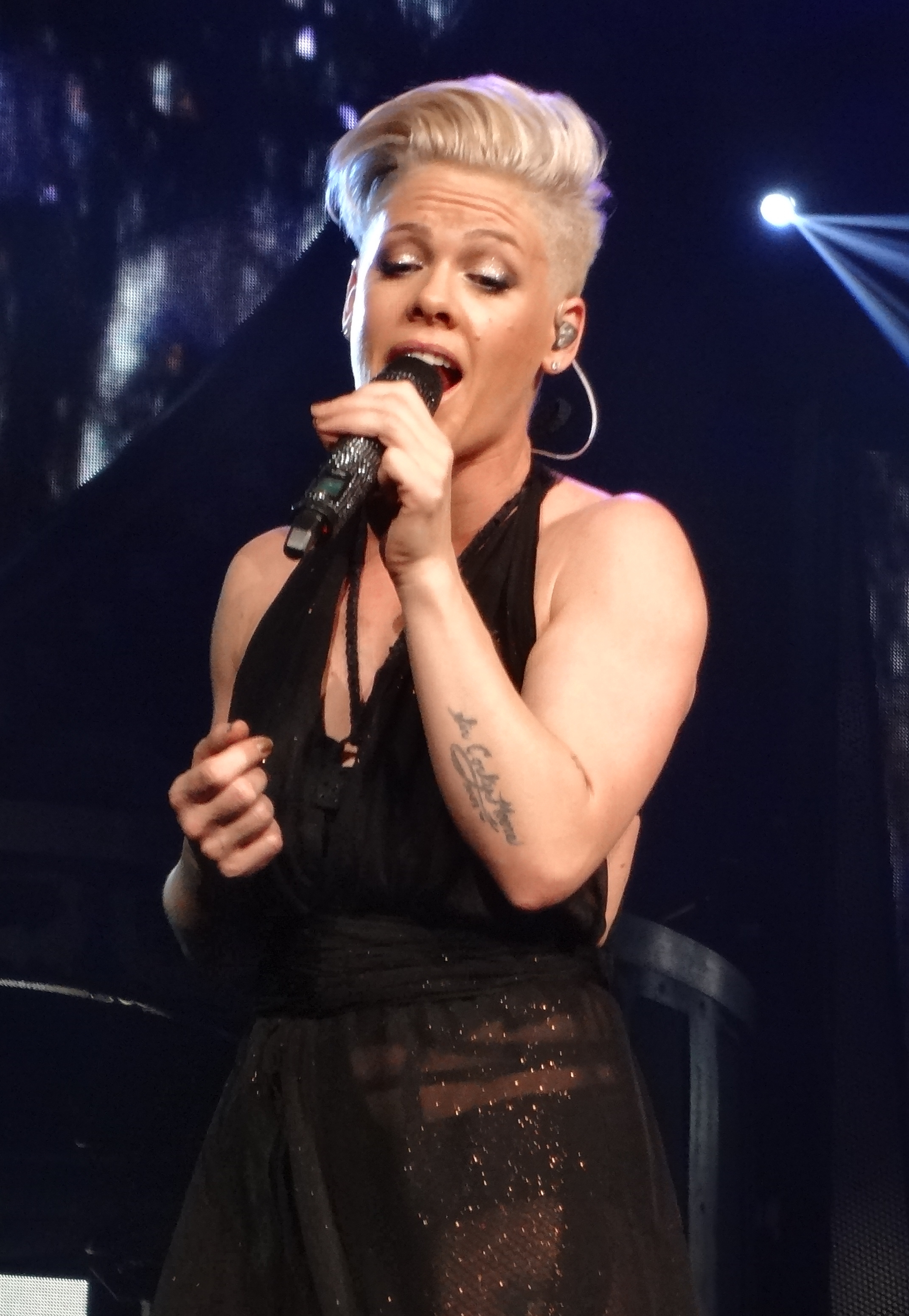
A cantora Pink perdurou no topo da tabela por treze semanas, graças aos singles "Try" e "Just Give Me a Reason". Além disso, ela tornou-se na primeira artista a emplacar oito canções na primeira colocação.

Este anexo lista os singles que alcançaram a primeira posição na Adult Pop Songs no ano de 2013. A tabela é publicada semanalmente pela revista Billboard, que classifica a popularidade de canções de gêneros pop e rock alternativo nas rádios dos Estados Unidos a partir de dados recolhidos pela Nielsen Broadcast Data Systems.
No decorrer do ano, catorze temas posicionaram-se na primeira colocação da lista em suas cinquenta e duas edições. "Ho Hey", pertencente à banda The Lumineers, começou o ciclo do ano, o qual foi encerrado por "Counting Stars" da OneRepublic. Um conjunto de dez atos conquistaram seu primeiro número um na tabela, nomeadamente, The Lumineers, Taylor Swift, Mumford & Sons, Nate Ruess, Justin Timberlake, Robin Thicke, T.I., Pharrell Williams, Lorde e Avicii. A cantora Pink foi o destaque do ano no periódico, tendo perdurado por treze semanas não consecutivas no auge da tabela, ao somar os desempenhos de "Try" e "Just Give Me a Reason" — duas e onze edições, respectivamente —, esta última, por sua vez, veio a ter o maior tempo de permanência no topo do ano. Com estas duas canções em seu repertório, ela também tornou-se a primeira artista a ter oito lideranças na Adult Pop Songs em 17 anos de história da parada. Mais tarde, a façanha foi devidamente igualada por Maroon 5 e Katy Perry.
Outras composições que passaram longos períodos na posição mais alta foram: "Ho Hey" de The Lumineers, por sete semanas consecutivas; "Blurred Lines" de Robin Thicke com T.I. e Pharrell Williams, por seis semanas consecutivas; "Roar" de Katy Perry, por cinco semanas consecutivas; "Daylight" de Maroon 5 e "Wake Me Up!" de Avicii, por quatro semanas consecutivas; "Love Somebody" de Maroon 5 e  "Royals" de Lorde, por três semanas consecutivas e "When I Was Your Man" de Bruno Mars, por duas semanas consecutivas. Os feitos notáveis de 2013 incluem Lorde, que aos seus 16 anos de idade conseguiu emplacar "Royals" no cume do periódico, fazendo dela a cantora mais jovem a ocupar a primeira colocação da Adult Pop Songs. O disc jockey (DJ) Avicii converteu-se o primeiro músico de EDM a conquistar o auge da parada, devido à mistura de elementos dançantes com música folclórica em "Wake Me Up!" que tornou sua faixa viável para classificar-se na tabela. Além destes, "Roar" de Katy Perry conseguiu atingir a maior posição da lista com apenas sete semanas de desempenho, sendo a ascensão mais rápida registrada por um single, em 17 anos de existência do gráfico.

## Histórico

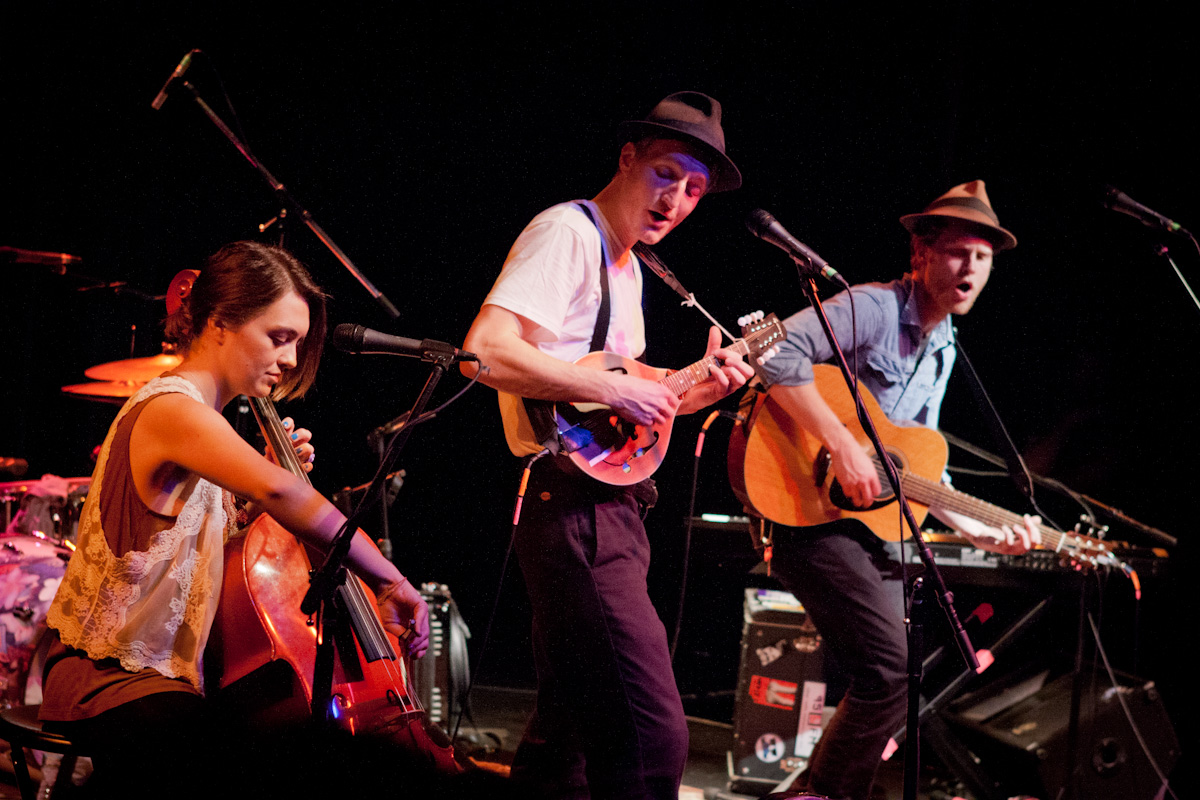
"Ho Hey", da banda The Lumineers, foi o primeiro número um do ano e nas contagens finais foi avaliada como a música mais bem sucedida de 2013.

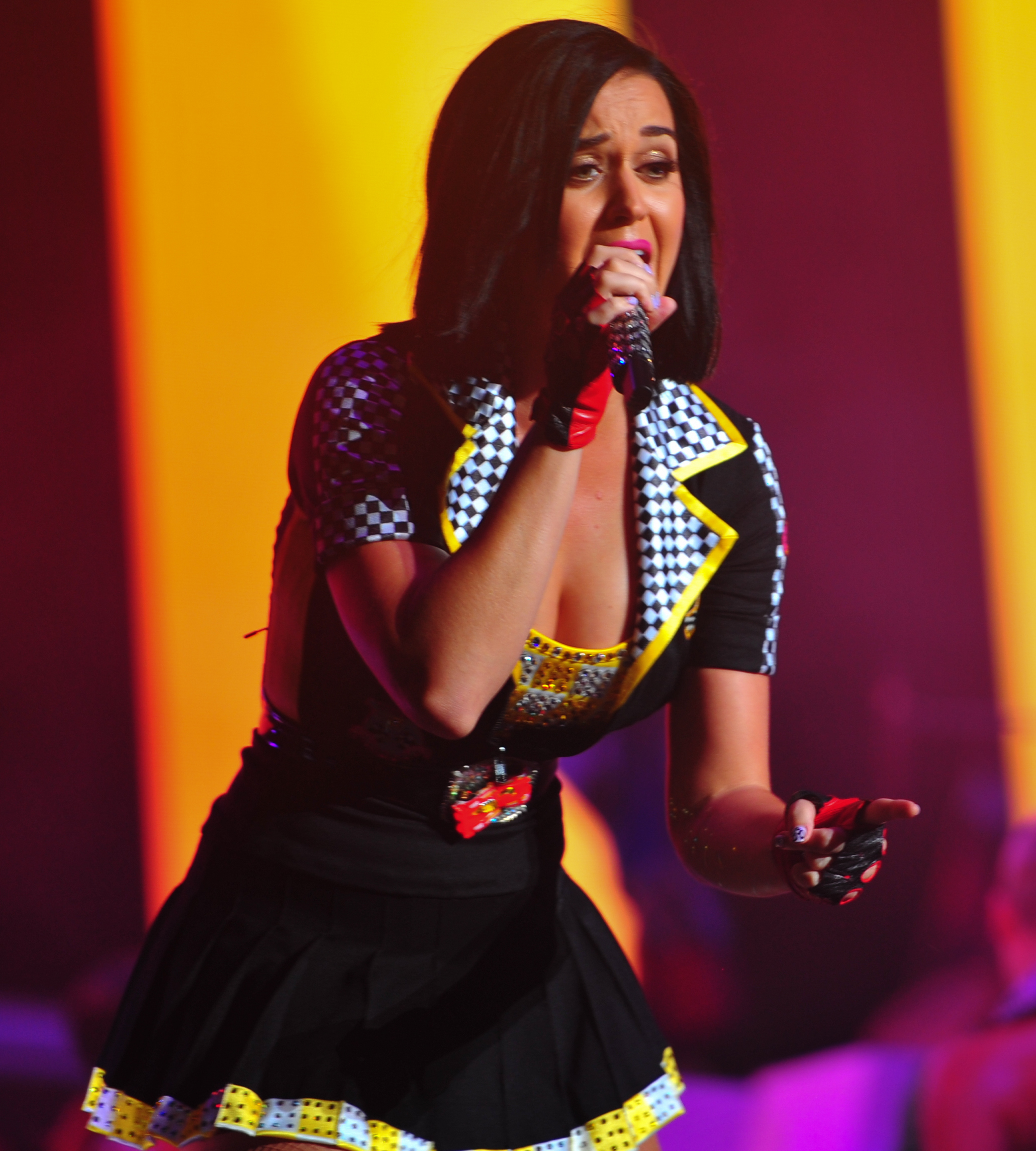
"Roar" de Katy Perry é a música com mais rápida ascensão ao auge do periódico, tendo feito isso em apenas sete semanas.

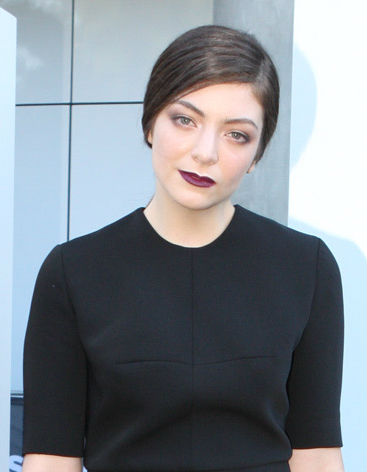
Lorde é a artista mais jovem, 16 anos de idade na época, a posicionar-se no topo da classificação.

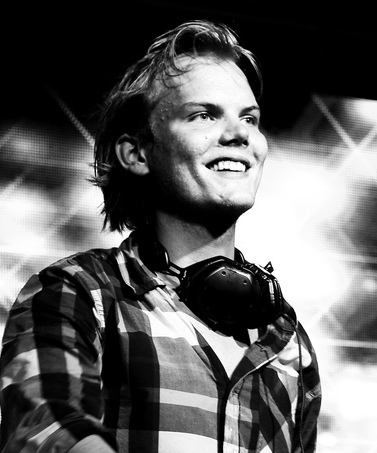
O disc jockey (DJ) Avicii tornou-se o primeiro artista EDM a alvejar o posto mais alto da Adult Pop Songs.

| Data            | Canção                    | Artista                                   | Ref.   |
| --------------- | ------------------------- | ----------------------------------------- | ------ |
| 5 de janeiro    | "Ho Hey"                  | The Lumineers                             | [ 2 ]  |
| 12 de janeiro   | "Ho Hey"                  | The Lumineers                             | [ 14 ] |
| 19 de janeiro   | "Ho Hey"                  | The Lumineers                             | [ 15 ] |
| 26 de janeiro   | "Ho Hey"                  | The Lumineers                             | [ 16 ] |
| 2 de fevereiro  | "Ho Hey"                  | The Lumineers                             | [ 17 ] |
| 9 de fevereiro  | "Ho Hey"                  | The Lumineers                             | [ 18 ] |
| 16 de fevereiro | "Ho Hey"                  | The Lumineers                             | [ 19 ] |
| 23 de fevereiro | "Ho Hey"                  | The Lumineers                             | [ 20 ] |
| 2 de março      | "Try"                     | Pink                                      | [ 21 ] |
| 9 de março      | "Try"                     | Pink                                      | [ 10 ] |
| 16 de março     | "I Knew You Were Trouble" | Taylor Swift                              | [ 3 ]  |
| 23 de março     | "Daylight"                | Maroon 5                                  | [ 22 ] |
| 30 de março     | "Daylight"                | Maroon 5                                  | [ 23 ] |
| 6 de abril      | "Daylight"                | Maroon 5                                  | [ 24 ] |
| 13 de abril     | "Daylight"                | Maroon 5                                  | [ 25 ] |
| 20 de abril     | "I Will Wait"             | Mumford & Sons                            | [ 4 ]  |
| 27 de abril     | "When I Was Your Man"     | Bruno Mars                                | [ 26 ] |
| 4 de maio       | "When I Was Your Man"     | Bruno Mars                                | [ 27 ] |
| 11 de maio      | "Just Give Me a Reason"   | Pink com Nate Ruess                       | [ 11 ] |
| 18 de maio      | "Just Give Me a Reason"   | Pink com Nate Ruess                       | [ 28 ] |
| 25 de maio      | "Just Give Me a Reason"   | Pink com Nate Ruess                       | [ 29 ] |
| 1º de junho     | "Just Give Me a Reason"   | Pink com Nate Ruess                       | [ 30 ] |
| 8 de junho      | "Just Give Me a Reason"   | Pink com Nate Ruess                       | [ 31 ] |
| 15 de junho     | "Just Give Me a Reason"   | Pink com Nate Ruess                       | [ 32 ] |
| 22 de junho     | "Just Give Me a Reason"   | Pink com Nate Ruess                       | [ 33 ] |
| 29 de junho     | "Just Give Me a Reason"   | Pink com Nate Ruess                       | [ 34 ] |
| 6 de julho      | "Just Give Me a Reason"   | Pink com Nate Ruess                       | [ 35 ] |
| 13 de julho     | "Just Give Me a Reason"   | Pink com Nate Ruess                       | [ 36 ] |
| 20 de julho     | "Just Give Me a Reason"   | Pink com Nate Ruess                       | [ 5 ]  |
| 27 de julho     | "Mirrors"                 | Justin Timberlake                         | [ 6 ]  |
| 3 de agosto     | "Love Somebody"           | Maroon 5                                  | [ 37 ] |
| 10 de agosto    | "Love Somebody"           | Maroon 5                                  | [ 38 ] |
| 17 de agosto    | "Love Somebody"           | Maroon 5                                  | [ 39 ] |
| 24 de agosto    | "Blurred Lines"           | Robin Thicke com T.I. e Pharrell Williams | [ 7 ]  |
| 31 de agosto    | "Blurred Lines"           | Robin Thicke com T.I. e Pharrell Williams | [ 40 ] |
| 7 de setembro   | "Blurred Lines"           | Robin Thicke com T.I. e Pharrell Williams | [ 41 ] |
| 14 de setembro  | "Blurred Lines"           | Robin Thicke com T.I. e Pharrell Williams | [ 42 ] |
| 21 de setembro  | "Blurred Lines"           | Robin Thicke com T.I. e Pharrell Williams | [ 43 ] |
| 28 de setembro  | "Blurred Lines"           | Robin Thicke com T.I. e Pharrell Williams | [ 44 ] |
| 5 de outubro    | "Roar"                    | Katy Perry                                | [ 12 ] |
| 12 de outubro   | "Roar"                    | Katy Perry                                | [ 45 ] |
| 19 de outubro   | "Roar"                    | Katy Perry                                | [ 46 ] |
| 26 de outubro   | "Roar"                    | Katy Perry                                | [ 47 ] |
| 2 de novembro   | "Roar"                    | Katy Perry                                | [ 48 ] |
| 9 de novembro   | "Royals"                  | Lorde                                     | [ 8 ]  |
| 16 de novembro  | "Royals"                  | Lorde                                     | [ 49 ] |
| 23 de novembro  | "Royals"                  | Lorde                                     | [ 50 ] |
| 30 de novembro  | "Wake Me Up!"             | Avicii                                    | [ 9 ]  |
| 7 de dezembro   | "Wake Me Up!"             | Avicii                                    | [ 51 ] |
| 14 de dezembro  | "Wake Me Up!"             | Avicii                                    | [ 52 ] |
| 21 de dezembro  | "Wake Me Up!"             | Avicii                                    | [ 53 ] |
| 28 de dezembro  | "Counting Stars"          | OneRepublic                               | [ 54 ] |